# Johan Huijsser

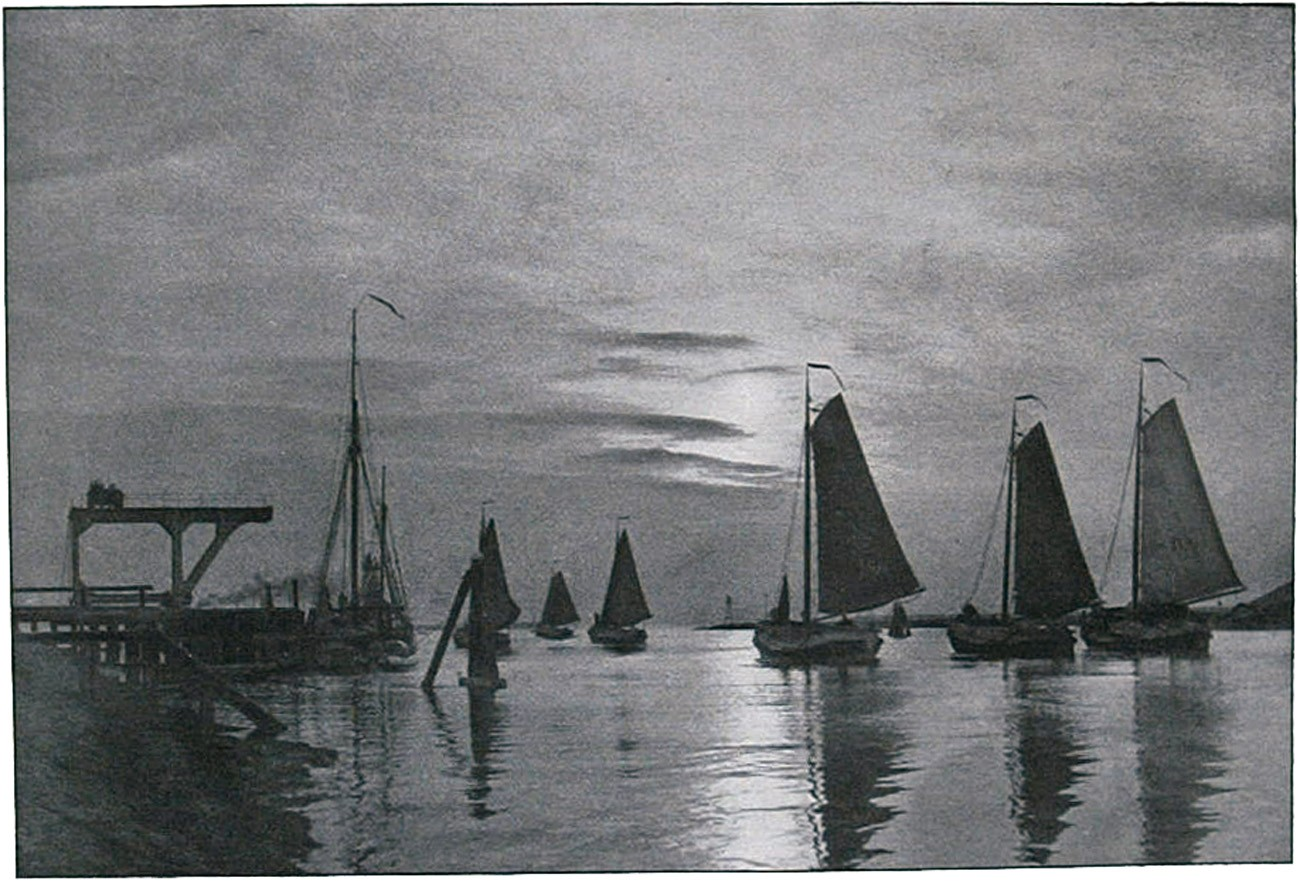
V rybářském přístavu, 1901

Johan Franciscus Joseph (Johan) Huijsser (Bloemendaal, 18. července 1868 – Nervi, Ligurie, 16. dubna 1924) byl nizozemský fotograf, který pracoval ve stylu piktorialismu. Také se proslavil jako cyklista.

## Životopis
Huijsser byl synem obchodníka a později sám vedl rodinný podnik E&A Scheer, který dovážel destilované produkty. V roce 1888, ve věku dvaceti let, si koupil fotoaparát a začal fotografovat. V následujících desetiletích vystavoval, často společně se svými bratry Fransem a Henrim, s velkou pravidelností v Nizozemsku a zejména v Německu, kde byla jeho práce velmi populární. Jeho fotografie, často pořízené monokulárním objektivem a vytištěné bromolejotiskemi, se objevovaly v předních německých fotografických časopisech, včetně Die Kunst in der Photographie. Hlavně dělal portréty, žánrové scény, mořské krajiny a holandské krajiny ve stylu, který byl silně ovlivněn piktorialismem. Je považován za průkopníka holandské umělecké fotografie. Často také vyráběl magické lucerny.
Huijsser byl také úspěšným cyklistou v 90. letech 19. století, vyhrál mnoho soutěží (celkem 120 medailí) a v roce 1888 překonal nizozemský rekord na deset kilometrů pro vysoká jednostopá vozidla. Byl ženatý s Augustinou Routsovou, se kterou měl šest dětí. Během dovolené v Itálii v roce 1924 zemřel na astmatický záchvat ve věku 55 let.

## Galerie

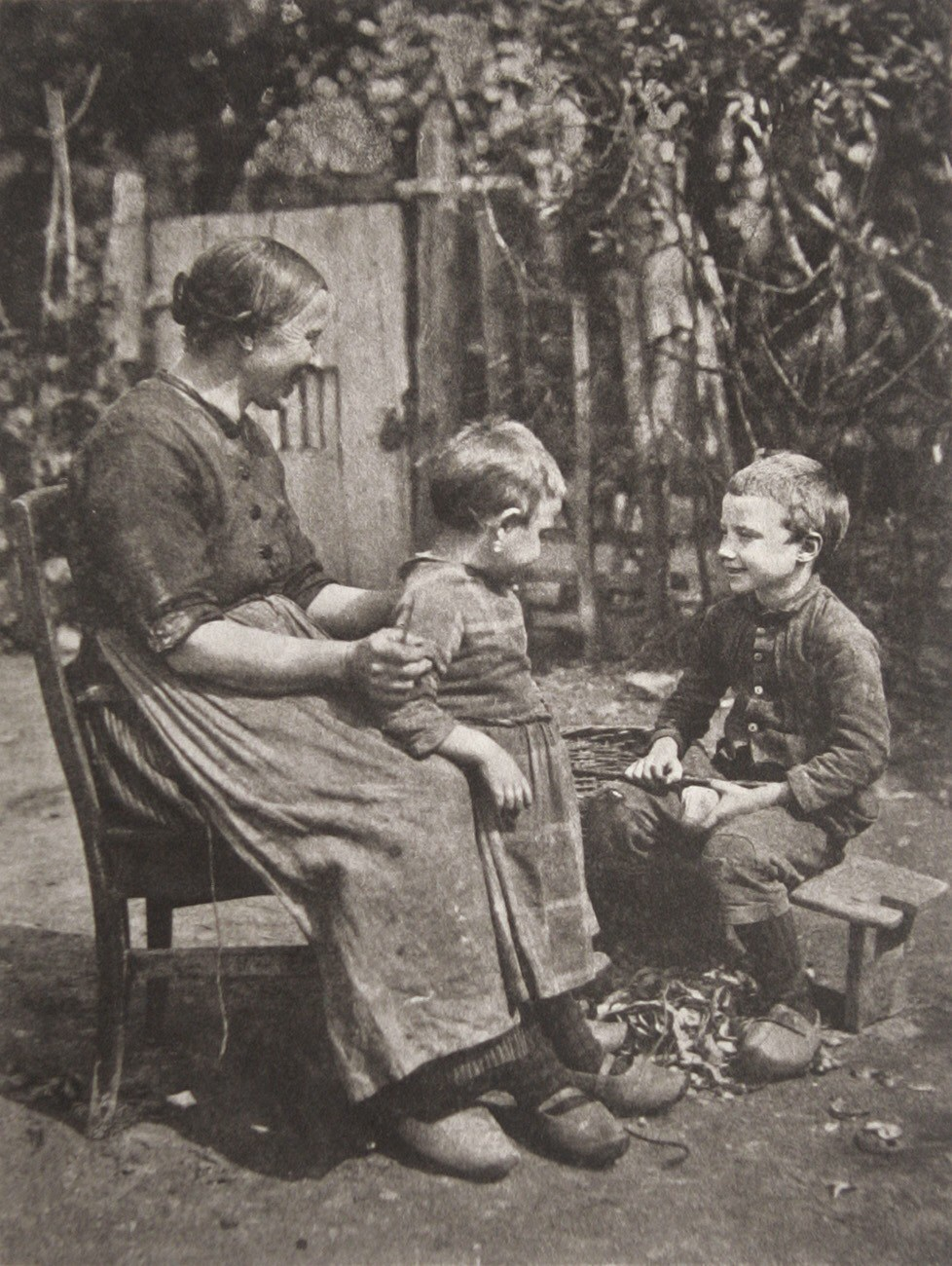
Žánrová studie, 1901
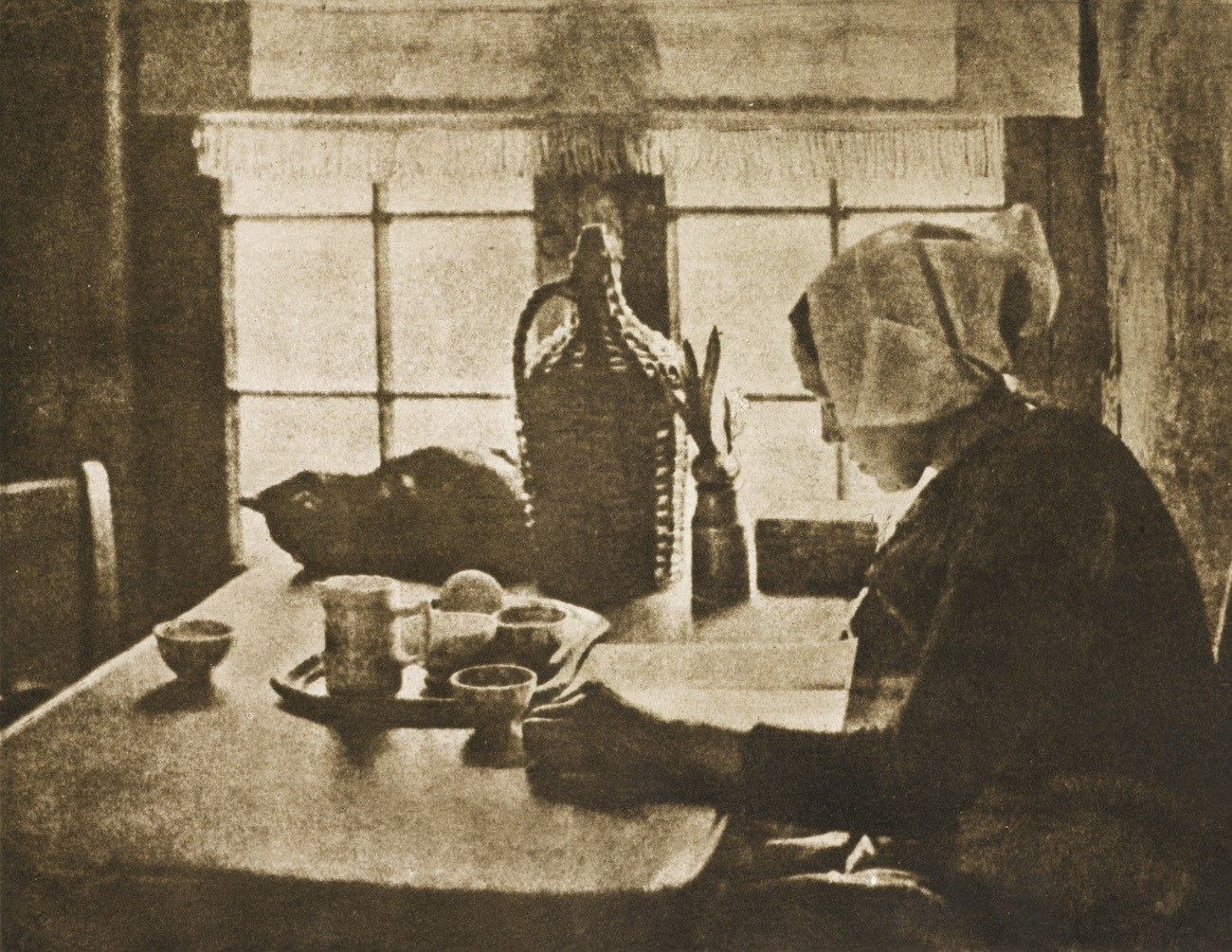
Čtoucí Holanďanka, 1899